# Oberea clara
Oberea clara là một loài bọ cánh cứng trong họ Cerambycidae.